# Robin Söderling
Robin Bo Carl Söderling, né le 14 août 1984 à Tibro (Suède), est un joueur de tennis suédois, professionnel de 2001 à 2015.
Il a remporté dix titres en simple sur le circuit ATP, dont le Masters 1000 de Paris-Bercy en 2010, année durant laquelle il a occupé la 4e place du classement mondial. En Grand Chelem, il a notamment été deux fois finaliste du tournoi de Roland-Garros.

## Carrière

### 2007: Match mémorable à Wimbledon et blessure au poignet
Robin Söderling est battu au troisième tour du tournoi de Wimbledon dans un match mémorable face à Rafael Nadal : interrompu plusieurs fois par la pluie et la nuit, le match commence un samedi de juin pour se finir le mercredi suivant en juillet. Il dure donc cinq jours, autant de sets et 4 h 1. Le samedi, les joueurs ont uniquement le temps de s'échauffer lors de l'arrivée de la pluie et comme on ne joue pas le dimanche, le match commence réellement le lundi puis est interrompu à 6-4, 4-3 pour Nadal ; le match reprend et Söderling sauve une balle de match dans le tie-break du troisième set à 6-7 c'est alors que le match est de nouveau suspendu à 6-4, 6-4, 6-6 et 7 partout dans le tie-break ; le combat reprend et Söderling remonte au score, une dernière interruption à 2 sets partout 2-0 pour l'Espagnol dans le dernier set est due à la nuit. Le match se terminera le mardi après que le Suédois a sauvé encore quatre balles de match, ce qui ne suffira pas, score final 4-6, 4-6, 7-67, 6-4, 5-7 pour Nadal. Söderling a remporté deux points de plus au total que son adversaire (176/174).
Il interrompt sa saison en août à la suite d'une blessure au poignet. C'est sa seule année sans titre ni finale entre 2003 et 2010.

### 2008: Retour et deuxième titre à Lyon
En février, Robin Söderling effectue un retour plutôt satisfaisant, puisqu'il remporte son premier tournoi depuis 2005 sur la moquette de Lyon et atteint trois autres finales sur dur en salle à Stockholm, Rotterdam et Memphis. Il remporte pour la Suède la World Team Cup sur la terre de Düsseldorf. Il est invaincu en quatre simples et autant de matchs en double, devenant le troisième joueur de l'histoire de la compétition, créée en 1978, à accomplir cet exploit, après l'Américain John McEnroe en 1984 et le Chilien Fernando González en 2003. Au vu de ses résultats médiocres dans les grands rendez-vous en Grand Chelem et aux Jeux olympiques, il décide de quitter son entraîneur Peter Carlsson et annonce en novembre son association avec Magnus Norman pour l'année 2009.

### 2009: Exploit face à Rafael Nadal et finale à Roland-Garros

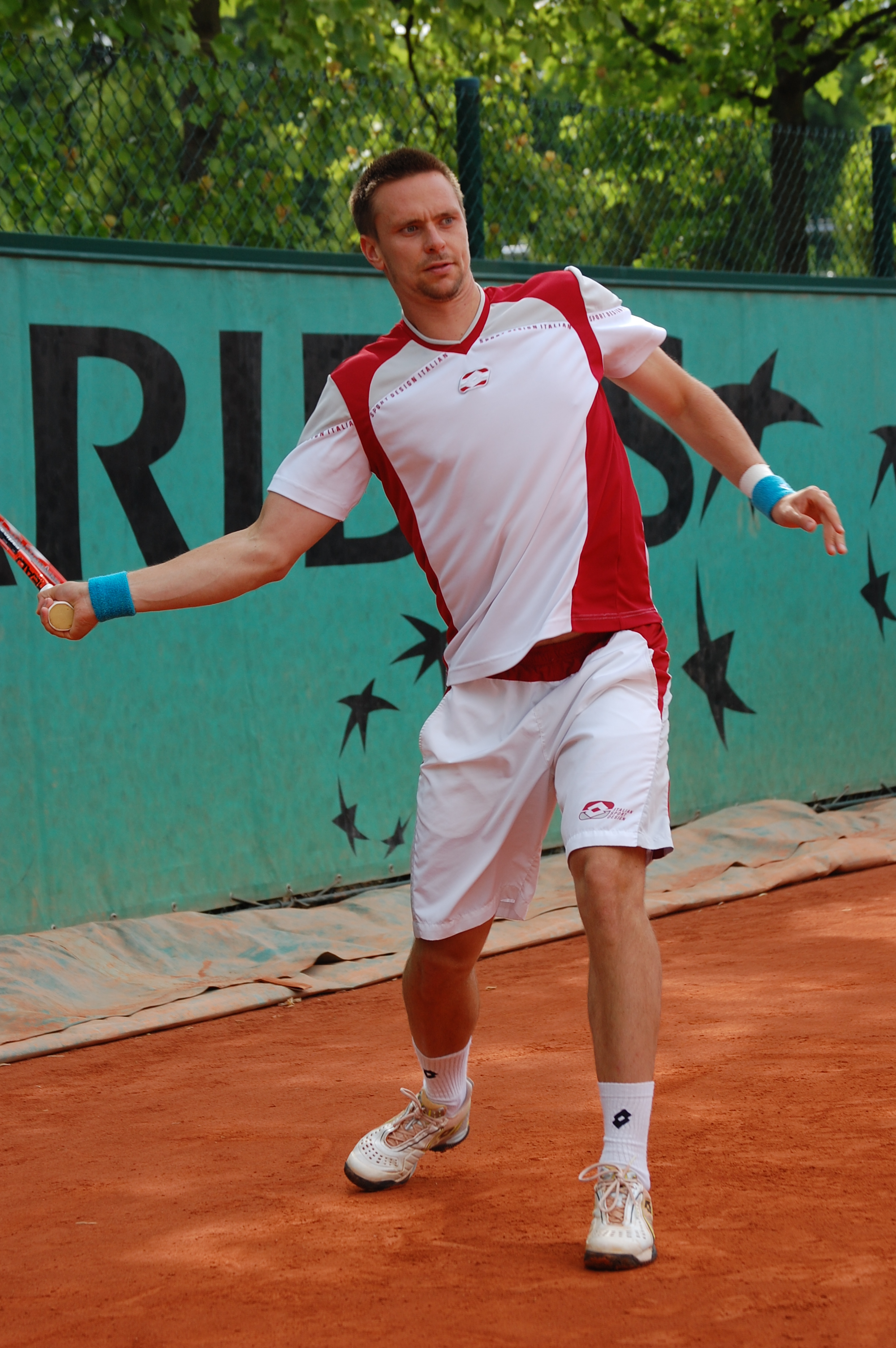
Robin Söderling en séance d'entraînement lors du tournoi de Roland-Garros en 2009.

Robin Söderling gagne peu de matchs en ce début d'année et s'inscrit aux qualifications du tournoi challenger de Sunrise, qu'il gagne au bout de huit rencontres. Au Masters de Rome en avril, mené par Rafael Nadal 1-6, 0-2, le Suédois récidive en montrant un mauvais impact de balle à l'arbitre et perd finalement 1-6, 0-6, tandis que deux semaines plus tard, il bat à la World Team Cup juste avant le Grand Chelem parisien Gilles Simon, alors no 7 mondial, 4-6, 6-2, 6-0 ainsi que Rainer Schüttler, 6-0, 6-0.
Le 31 mai 2009, alors classé 25e mondial, Söderling se distingue à Roland-Garros en éliminant en huitièmes de finale Rafael Nadal, no 1 mondial et quadruple tenant du titre (6-2, 6-72, 6-4, 7-62). Le Scandinave réussit là une véritable prouesse car c'est la première défaite de Nadal à Roland-Garros, où il n'avait jamais concédé plus d'un set lors d'un même match, et où il restait sur 31 victoires en autant de matchs. Ainsi Nadal ne battra pas à cette occasion le record de quatre victoires consécutives à Roland-Garros qu'il codétenait avec Björn Borg, compatriote de Söderling. Il atteint ensuite la finale en battant le Russe Nikolay Davydenko, tête de série no 10, puis le Chilien Fernando González, tête de série no 12, en 5 sets. Pour sa première finale en Grand Chelem, il rencontre Roger Federer, contre qui il s'incline pour la 10e fois consécutive, en trois sets. Il perdra d'ailleurs encore deux fois contre le Suisse dans les deux derniers Grand Chelem de l'année.
L'abandon d'Andy Roddick permet à Robin Söderling, en tant que premier remplaçant, de disputer les Masters 2009. Lors de son premier match de poule, il s'impose pour la deuxième fois consécutive face à Rafael Nadal (6-4, 6-4). Il bat ensuite Novak Djokovic (7-65, 6-1) pour la première fois en six rencontres, s'assurant ainsi d'une qualification en demi-finale. Lors de son dernier match de poule, il s'incline face à Nikolay Davydenko (6-74, 6-4, 3-6). En demi-finale, il est défait par l'Argentin Juan Martín del Potro (7-61, 3-6, 6-73), au terme d'un match de 2 h 11. Il termine sa saison à la huitième place grâce aux points acquis au Masters.

### 2010: Nouveau tour de force à Roland-Garros et première victoire enMasters 1000à Paris-Bercy

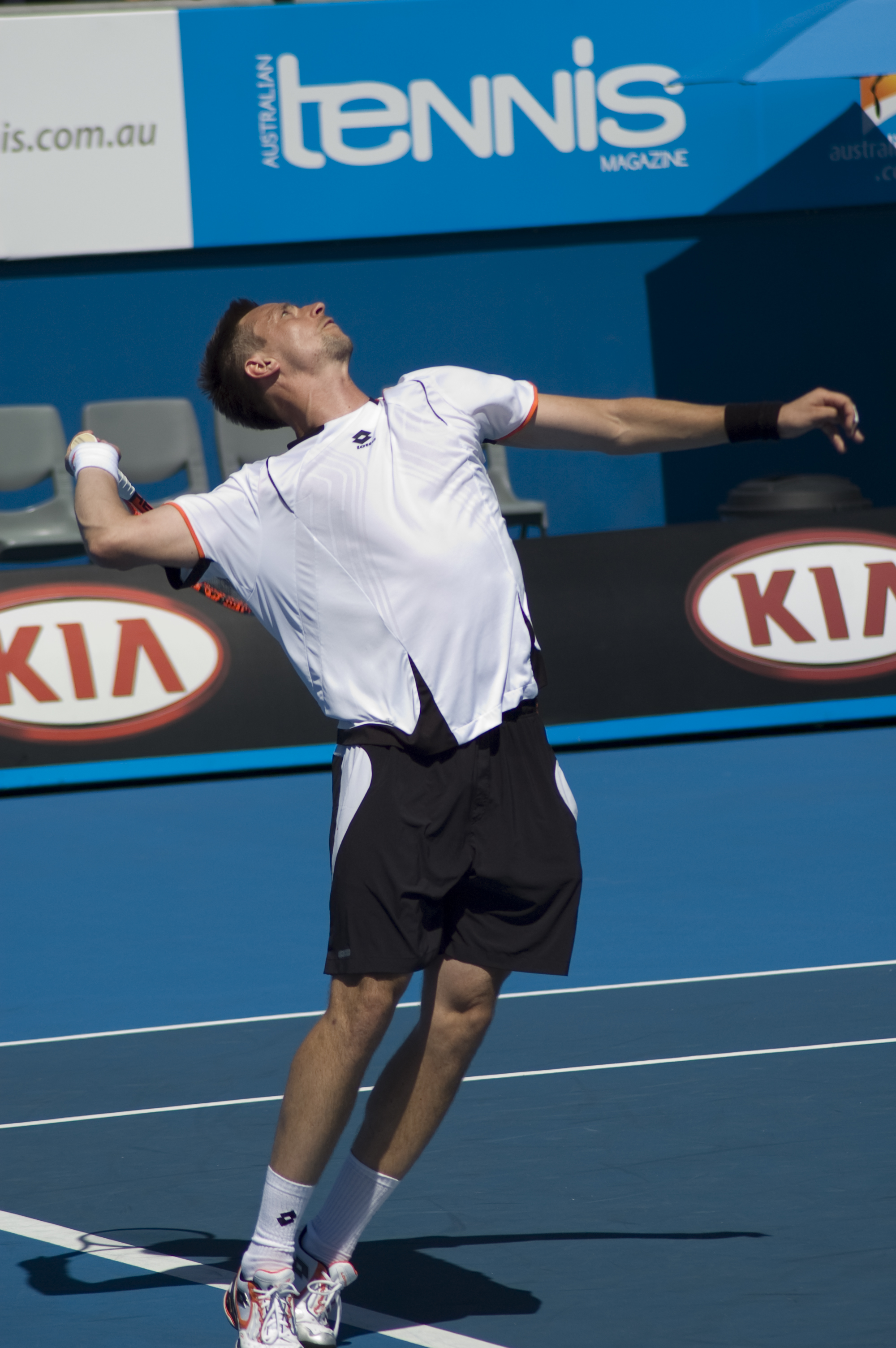
Robin Söderling à l'Open d'Australie en 2010.

Fort de son statut de membre du top 10 et de ses résultats extrêmement satisfaisants de la deuxième moitié de la saison 2009, Robin Söderling commence sa saison à Abou Dabi pour y disputer une exhibition en compagnie entre autres de sa bête noire, Roger Federer et de Rafael Nadal. Il se qualifie pour la finale en sortant Stanislas Wawrinka au terme d'un match très disputé (7-6, 7-6), puis en réalisant l'exploit de battre le no 1 mondial pour la première fois en treize confrontations, en trois sets (6-7, 7-6, 6-2), même s'il s'agit d'une victoire non officielle car obtenue lors d'un match d'exhibition. Le lendemain, il s'incline au terme d'un match serré face à un Rafael Nadal en regain de forme après une fin d'année 2009 décevante (6-7, 5-7). Söderling « rate » ses deux prochains tournois (élimination au 1er tour à l'Open d'Australie et à Chennai), puis remporte son premier tournoi de l'année, le Tournoi de Rotterdam, en battant Mikhail Youzhny par abandon en finale (6-4, 2-0 ab.). Il succède à Andy Murray, vainqueur de l'édition 2009.
À l'Open 13, il parvient en quarts de finale en battant Serhiy Stakhovsky (6-7, 6-3, 6-4), avant de s'incliner face à Michaël Llodra (6-7, 4-6). Mais au Masters d'Indian Wells 2010, il réalise une excellente performance en battant Andy Murray 6-1, 7-6 pour atteindre sa première demi-finale en Masters 1000. Il s'incline cependant face au quadruple demi-finaliste de l'épreuve, l'Américain Andy Roddick en trois sets (6-4, 3-6, 6-3). Au Masters de Miami, il récidive en se hissant également en demi-finale. Il est cependant sèchement battu par le tchèque Tomáš Berdych sur le score de 6-2, 6-2 (celui-ci avait auparavant battu Roger Federer en 1/8 de finale). Il participe ensuite à l'Open de Barcelone, où il est tête de série no 2, et parvient à se hisser en finale en se débarrassant au passage de Juan Ignacio Chela (7-5, 7-5), Feliciano López (6-3, 6-2), Eduardo Schwank (6-2, 6-3) et Thiemo de Bakker (6-1, 6-4). Il échoue cependant en finale face à un Fernando Verdasco solide et en forme sur le score de 6-3, 4-6, 6-3.
À Roland-Garros, il signe un nouveau coup d'éclat en quarts de finale en battant le tenant du titre Roger Federer pour la première fois en 13 confrontations. Il s'impose en quatre sets (3-6, 6-3, 7-5, 6-4) et devient le seul joueur à avoir battu Federer et Nadal à Roland Garros. À la suite de cette défaite, Federer redescendra à la deuxième place du classement ATP et n'égalera ni ne battra le record de 286 semaines passé à la première place de Pete Sampras, en restant à 285 (il parviendra néanmoins à battre ce record en portant son total à 302 semaines en 2012). En battant le Tchèque Tomáš Berdych sur le score de 6-3, 3-6, 5-7, 6-3, 6-3, Robin Söderling atteint pour la deuxième fois consécutive la finale de Roland-Garros. Il s'y incline néanmoins face à Rafael Nadal en trois sets, sur le score de 4-6, 2-6, 4-6, en 2 h 18 de jeu.
À Wimbledon, il parvient jusqu'en quarts de finale, où il est battu par Rafael Nadal (6-3, 3-6, 6-7, 1-6). C'est à la fin du tournoi qu'il accède au rang de no 5 mondial.
À l'Open de Suède de Båstad, il réalise des performances assez nuancées. En quarts de finale, il bat difficilement l'Italien Andreas Seppi, alors 76e mondial, en trois sets : 4-6, 7-5, 7-65. À l'inverse, il s'impose plus facilement en demi-finale face à David Ferrer en trois sets : 4-6, 6-3, 6-2 (à noter que l'Espagnol est, lui, au 12e rang au classement ATP). Le 18 juillet, il atteint la finale où il affronte un autre Espagnol, Nicolás Almagro, qui le fait chuter en trois sets : 7-5, 3-6, 6-2. À la fin du match, lors des traditionnels discours de remerciements, Robin s'effondre en larmes à la fin de son intervention, très affecté par sa défaite à domicile.
Sa fin de saison 2010 est notamment marquée par un quart de finale à l'US Open, battu par Roger Federer en trois sets, une demi-finale à Valence, battu par David Ferrer (6-3, 3-6, 6-3), et surtout une victoire dans le Masters de Paris-Bercy, où il bat Andy Roddick (7-5, 6-4) en quart de finale, puis Michaël Llodra (6-7, 7-5, 7-6) en sauvant trois balles de match en demi-finale, et enfin Gaël Monfils (6-1, 7-6) en finale. Cette première victoire dans un Masters 1000 lui permet de devenir no 4 mondial le 15 novembre 2010, soit son meilleur classement à ce jour.
Il annonce en décembre un changement d'entraîneur. Magnus Norman choisissant de « se recentrer sur sa vie personnelle », il le remplace par Claudio Pistolesi.

### 2011: Bon début de saison puis mononucléose
Le Suédois commence l'année 2011 à la cinquième place mondiale. Il entame sa saison par un titre à l'Open de Brisbane. Lors de la finale, il domine Andy Roddick (6-3, 7-5). Ensuite, Robin participe à l'Open d'Australie : il perd en huitièmes de finale face à Alexandr Dolgopolov au terme d'un match en 5 sets (6-1, 3-6, 1-6, 6-4, 2-6). Le joueur continue sur sa bonne lancée en remportant successivement le tournoi de Rotterdam face à Jo-Wilfried Tsonga et l'Open 13 de Marseille face à Marin Čilić.
Lors du premier Masters 1000 de la saison, à Indian Wells, il se fait cependant sortir dès le 3e tour par Philipp Kohlschreiber. Affaibli par des soucis physiques, le joueur se fait ensuite éliminer par Juan Martín del Potro au 3e tour du Masters de Miami. À la suite de ces contre-performances, il décide de changer d'entraîneur et choisit Fredrik Rosengren, un entraîneur suédois s'étant déjà occupé de Magnus Norman et Mario Ančić.
Lors de la seconde levée du Grand Chelem de la saison, à Roland-Garros, il bat successivement Ryan Harrison (6-1, 6-7, 6-3, 7-5), Albert Ramos (6-3, 6-4, 6-4), Leonardo Mayer (6-1, 6-4, 6-3) et le Français Gilles Simon (6-2, 6-3, 7-6) pour s'octroyer une place en quart de finale qu'il perd en 3 sets face à Rafael Nadal (6-4, 6-1, 7-63).
Au tournoi de Wimbledon, le Suédois connaît une nouvelle contre-performance en étant éliminé au troisième tour par la révélation du tournoi Bernard Tomic.
Robin Söderling gagne son 4e titre de la saison au tournoi de Båstad en battant David Ferrer en finale (6-2, 6-2). Cette lancée s'arrête soudainement car Söderling contracte une mononucléose et subit une grave dépression nerveuse qui le contraignent à se retirer du circuit pendant plus de quatre ans.

### Juillet 2011 à 2015: une convalescence qui s'éternise
Après sa victoire à Båstad en juillet 2011, Söderling souffre de la fatigue consécutive à sa mononucléose, mais aussi de difficultés psychologiques. Il a notamment des crises d'anxiété, et des pensées suicidaires. Il témoignera aussi plus tard de la pression du sport de haut niveau. Il ne joue plus un seul match sur le circuit ATP, mais n'annonce pas prendre sa retraite pour autant. En effet, en 2014, il déclare continuer à espérer reprendre la compétition vu qu'il peut s'entraîner avec une bonne intensité, mais que le problème reste la récupération. En 2015, il déclare toujours rêver à un retour à la compétition, se sentant pas loin d'être à 100%. Parallèlement à sa convalescence, Söderling, devenu père d'une petite Olivia en 2012, diversifie ses activités. Ainsi, il crée une marque de balles de tennis (RS) et de cordages (RS-Lyon) et devient, en février 2014, directeur de l'Open de Stockholm,.

### Décembre 2015: Une fin de carrière sans adieux sur le terrain
Le 23 décembre 2015, Robin Söderling finit par annoncer la fin de sa carrière sportive, alors qu'il n'a pas rejoué sur le circuit professionnel depuis plus de 4 ans.
À l'issue de sa carrière sportive, il devient l'entraîneur de son jeune compatriote Elias Ymer.

## Style de jeu

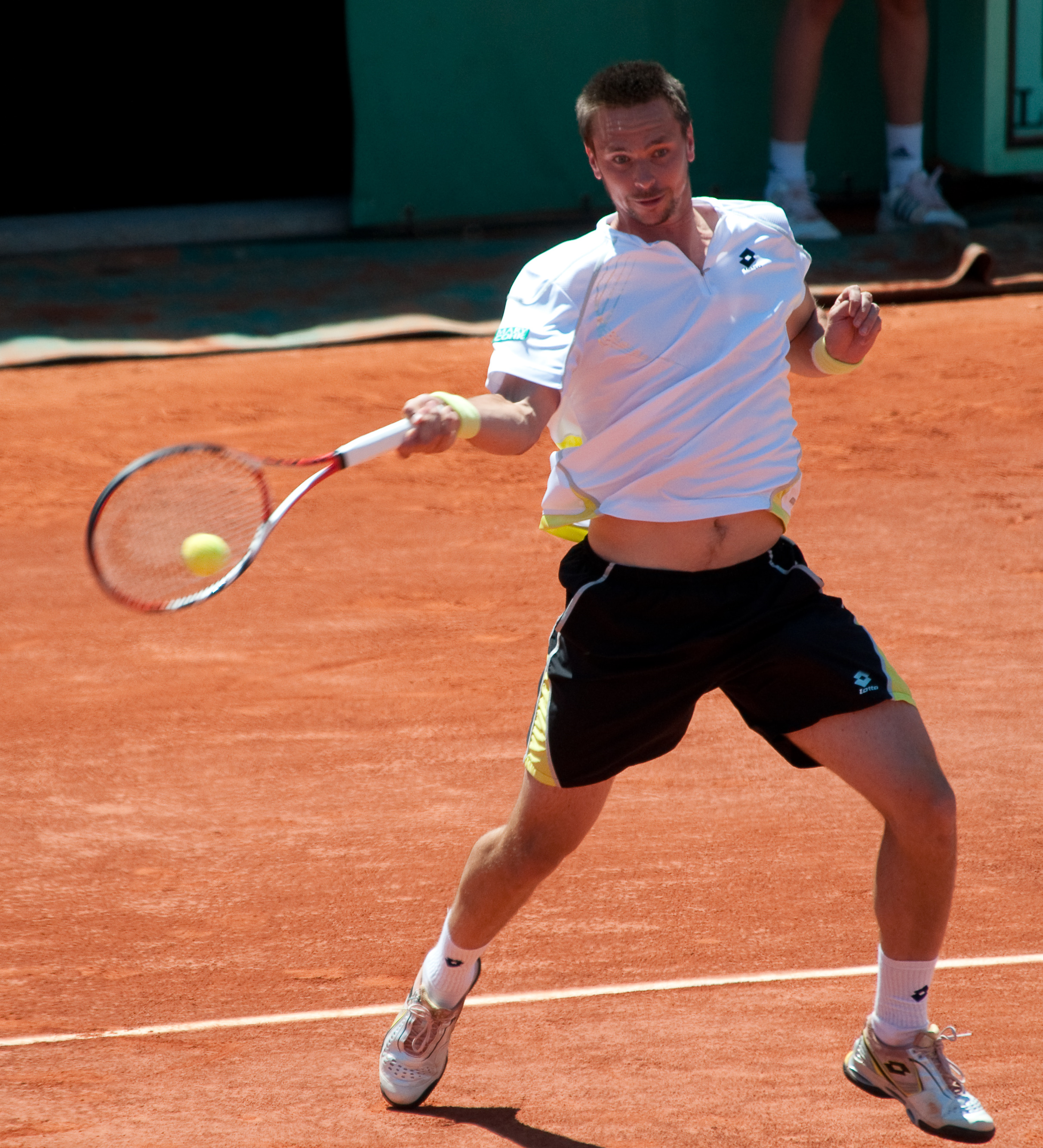
Robin Söderling effectuant un coup droit à Roland-Garros en 2009.

L'arme principale de Robin Söderling est son excellent service. Le Suédois dispose en effet d'un service surpuissant, capable de dépasser les 230 km/h. Du fait de sa grande taille, il arrive à bien placer son service et ainsi marquer un nombre important d'aces et de services gagnants. Gilles Simon le classe parmi les 5 joueurs les plus difficiles à breaker.
En fond de court, Söderling base son jeu sur une puissance de frappe phénoménale avec une prise extrêmement à plat comparé à la moyenne du circuit ATP, ce qui en fait l'exact opposé de Rafael Nadal, dont sa grande taille l'a aussi aidé à annihiler les coups droit liftés de ce dernier. Son coup droit, capable de dépasser les 180 km/h, est ravageur, le Suédois arrive en effet à donner toute sa puissance musculaire à la balle et ainsi marquer un nombre parfois impressionnant de coups gagnants. Dans ce domaine-là, seul Juan Martín del Potro ou à un degré moindre Tomáš Berdych, peuvent tenir la comparaison. Son revers est également puissant et redoutable, bien que dans tous les cas moins efficace que son coup droit. Quand on lui laisse le temps de préparer ses frappes, on ne peut pratiquement pas l'arrêter, comme en témoignent ses deux finales à Roland-Garros. Avec son énorme puissance de frappe et sa grande prise de risque, il est quasiment impossible à battre dans un bon jour, ce qu'ont constaté Nadal et Federer à Roland-Garros, où il a été impressionnant dans tous les compartiments du jeu.
Sans être un bon volleyeur, il lui arrive de monter au filet pour conclure le point. À noter cependant que son jeu à hauts risques est aussi irrégulier. Il a par exemple été nettement moins remarquable lors de ses deux finales à Roland-Garros que lors de ses victoires contre Nadal et Federer. Autre exemple, à Wimbledon contre Nadal, où il fait un presque sans fautes lors du premier set, avant de chuter lors des sets suivants. Son jeu de jambes est tout à fait convenable, mais perfectible.
Notons que Robin Söderling a acquis la très grande majorité de ses titres en salle : ceci est expliqué par son jeu à plat à très haut risque, qui s'adapte peu par vents forts (comme à l'US Open 2010 face à Roger Federer où il n'a pas su maîtriser le vent).
C'est un paradoxe chez ce joueur dont les titres sont pour la plupart obtenus sur dur en salle et sur surface très rapide (Master de Bercy) mais qui est parvenu à jouer deux finales à Roland-Garros sur terre battue, une surface réputée lente.

## Palmarès

### En simple messieurs
| 10 titres en simple | 0 G. Chelem | 0 G. Chelem | 0 G. Chelem | 0 G. Chelem | 0 Masters | 0 Masters | 0 Masters   | 0 Masters   | 1 Masters 1000 | 1 Masters 1000 | 1 Masters 1000 | 1 Masters 1000 | 2 ATP 500          | 2 ATP 500          | 2 ATP 500          | 2 ATP 500          | 7 ATP 250          | 7 ATP 250          | 7 ATP 250      | 7 ATP 250      | 0 JO           | 0 JO           | 0 JO           | 0 JO           |
| 10 titres en simple | 5 sur dur   | 5 sur dur   | 5 sur dur   | 5 sur dur   | 5 sur dur | 5 sur dur | 0 sur gazon | 0 sur gazon | 0 sur gazon    | 0 sur gazon    | 0 sur gazon    | 0 sur gazon    | 2 sur terre battue | 2 sur terre battue | 2 sur terre battue | 2 sur terre battue | 2 sur terre battue | 2 sur terre battue | 3 sur moquette | 3 sur moquette | 3 sur moquette | 3 sur moquette | 3 sur moquette | 3 sur moquette |

## Parcours dans les tournois duGrand Chelem

### Finales (2)
| Année | Tournoi           | Adversaire en finale | Score          |
| 2009  | Roland-Garros     | Roger Federer        | 1-6, 61-7, 4-6 |
| 2010  | Roland-Garros (2) | Rafael Nadal         | 4-6, 2-6, 4-6  |

### En simple
| Année | Open d'Australie | Open d'Australie | Internationaux de France | Internationaux de France | Wimbledon       | Wimbledon    | US Open         | US Open      |
| ----- | ---------------- | ---------------- | ------------------------ | ------------------------ | --------------- | ------------ | --------------- | ------------ |
| 2002  | —                | —                | —                        | —                        | —               | —            | 2e tour (1/32)  | M. Ríos      |
| 2003  | —                | —                | —                        | —                        | 3e tour (1/16)  | T. Henman    | 1er tour (1/64) | T. Dent      |
| 2004  | 2e tour (1/32)   | N. Escudé        | 1er tour (1/64)          | Lee H-t.                 | 1er tour (1/64) | R. Schüttler | 2e tour (1/32)  | N. Davydenko |
| 2005  | 1er tour (1/64)  | D. Hrbatý        | 2e tour (1/32)           | Lee H-t.                 | 1er tour (1/64) | I. Andreev   | 3e tour (1/16)  | G. Coria     |
| 2006  | —                | —                | 1er tour (1/64)          | R. Nadal                 | 1er tour (1/64) | T. Henman    | 2e tour (1/32)  | S. Wawrinka  |
| 2007  | 1er tour (1/64)  | F. Mayer         | 1er tour (1/64)          | A. Montañés              | 3e tour (1/16)  | R. Nadal     | —               | —            |
| 2008  | —                | —                | 3e tour (1/16)           | J. Benneteau             | 2e tour (1/32)  | R. Federer   | 1er tour (1/64) | E. Korolev   |
| 2009  | 2e tour (1/32)   | M. Baghdatís     | Finale                   | R. Federer               | 1/8 de finale   | R. Federer   | 1/4 de finale   | R. Federer   |
| 2010  | 1er tour (1/64)  | M. Granollers    | Finale                   | R. Nadal                 | 1/4 de finale   | R. Nadal     | 1/4 de finale   | R. Federer   |
| 2011  | 1/8 de finale    | A. Dolgopolov    | 1/4 de finale            | R. Nadal                 | 3e tour (1/16)  | B. Tomic     | —               | —            |

N.B. : à droite du résultat se trouve le nom de l'ultime adversaire.

### En double
| Année | Open d'Australie                                                                      | Open d'Australie                                                                | Internationaux de France                                                           | Internationaux de France | Wimbledon                                                                     | Wimbledon                                                                      | US Open | US Open |
| ----- | ------------------------------------------------------------------------------------- | ------------------------------------------------------------------------------- | ---------------------------------------------------------------------------------- | ------------------------ | ----------------------------------------------------------------------------- | ------------------------------------------------------------------------------ | ------- | ------- |
| 2004  | 1er tour (1/32) J. Landsberg \|\| style="text-align:left;" \| I. Andreev A. Olhovskiy | 1er tour (1/32) J. Landsberg \|\| style="text-align:left;" \| B. Bryan M. Bryan | —                                                                                  | —                        | 2e tour (1/16) K. Beck \|\| style="text-align:left;" \| B. Bryan M. Bryan     |                                                                                |         |         |
| 2005  | —                                                                                     | —                                                                               | —                                                                                  | —                        | 2e tour (1/16) J. Landsberg \|\| style="text-align:left;" \| J. Erlich A. Ram | 2e tour (1/16) R. Lindstedt \|\| style="text-align:left;" \| B. Bryan M. Bryan |         |         |
| 2006  | —                                                                                     | —                                                                               | 1er tour (1/32) J. Landsberg \|\| style="text-align:left;" \| J. Hernych D. Škoch  | —                        | —                                                                             | —                                                                              | —       |         |
| 2007  | —                                                                                     | —                                                                               | —                                                                                  | —                        | —                                                                             | —                                                                              | —       | —       |
| 2008  | —                                                                                     | —                                                                               | 1er tour (1/32) J. Brunström \|\| style="text-align:left;" \| S. Aspelin J. Knowle | —                        | —                                                                             | —                                                                              | —       |         |

N.B. : le nom du ou de la partenaire se trouve sous le résultat ; le nom des ultimes adversaires se trouve à droite.

## Parcours auxMasters
| Année | Lieu    | Résultat    | Tour              | Adversaires                                                         | Victoire / Défaite       | Scores                                            |
| ----- | ------- | ----------- | ----------------- | ------------------------------------------------------------------- | ------------------------ | ------------------------------------------------- |
| 2009  | Londres | Demi-Finale | Demi-Finale RR RR | Juan Martín del Potro Nikolay Davydenko Novak Djokovic Rafael Nadal | Défaite Défaite Victoire | 7-61, 3-6, 63-7 64-7, 6-4, 3-6 7-65, 6-1 6-4, 6-4 |
| 2010  | Londres | Round Robin | RR RR RR          | Roger Federer David Ferrer Andy Murray                              | Défaite Victoire Défaite | 65-7, 3-6 7-5, 7-5 2-6, 4-6                       |

## Parcours dans lesMasters 1000
| Année | Indian Wells             | Miami                   | Monte-Carlo               | Rome                      | Hambourg                  | Canada                      | Cincinnati                     | Madrid                   | Paris                     |
| ----- | ------------------------ | ----------------------- | ------------------------- | ------------------------- | ------------------------- | --------------------------- | ------------------------------ | ------------------------ | ------------------------- |
| 2004  | 2e tour A. Calleri       | 2e tour L. Hewitt       | 1er tour F. López         | 1er tour D. Nalbandian    | 1er tour M. Zabaleta      | 2e tour R. Federer          | 1/8 de finale T. Haas          | 2e tour D. Nalbandian    | 1/4 de finale M. Mirnyi   |
| 2005  | —                        | —                       | 1er tour F. Santoro       | 1er tour J. Mónaco        | 2e tour J. I. Chela       | 2e tour O. Rochus           | 2e tour D. Hrbatý              | —                        | —                         |
| 2006  | 3e tour I. Andreev       | —                       | 1/8 de finale F. González | —                         | 1/8 de finale R. Štěpánek | 1er tour F. González        | 1/8 de finale J. C. Ferrero    | 1/8 de finale R. Federer | 2e tour M. Safin          |
| 2007  | 3e tour F. González      | —                       | 1/4 de finale T. Berdych  | 2e tour N. Djokovic       | 2e tour D. Ferrer         | 1er tour M. Safin           | —                              | —                        | —                         |
| 2008  | 2e tour R. Gasquet       | 3e tour R. Federer      | 2e tour T. Robredo        | 1er tour E. Korolev       | 1/8 de finale R. Federer  | 1/8 de finale N. Djokovic   | 1/8 de finale P. Kohlschreiber | 2e tour I. Karlović      | 2e tour R. Federer        |
|       | Indian Wells             | Miami                   | Monte-Carlo               | Rome                      | Madrid                    | Canada                      | Cincinnati                     | Shanghai                 | Paris                     |
| 2009  | 2e tour N. Lapentti      | 2e tour R. Kendrick     | 1er tour S. Bolelli       | 1/8 de finale R. Nadal    | 2e tour R. Federer        | —                           | 1er tour L. Hewitt             | 1/4 de finale F. López   | 1/4 de finale N. Djokovic |
| 2010  | 1/2 finale A. Roddick    | 1/2 finale T. Berdych   | —                         | 1/8 de finale S. Wawrinka | 2e tour N. Almagro        | 1/8 de finale D. Nalbandian | 1/8 de finale A. Roddick       | 1/4 de finale R. Federer | Victoire G. Monfils       |
|       | Indian Wells             | Miami                   | Monte-Carlo               | Madrid                    | Rome                      | Canada                      | Cincinnati                     | Shanghai                 | Paris                     |
| 2011  | 3e tour P. Kohlschreiber | 3e tour J. M. del Potro | —                         | 1/4 de finale R. Federer  | 1/4 de finale N. Djokovic | —                           | —                              | —                        | —                         |

N.B. : sous le résultat se trouve le nom de l’ultime adversaire.

## Statistiques

### Victoires sur le top 5
Toutes ses victoires sur des joueurs classés dans le top 5 de l'ATP lors de la rencontre.
| Légende      |
| Grand Chelem |
| Masters 1000 |
| 500 Series   |
| 250 Series   |
| Masters      |

| # | Robin | Lieu               | Année | Surface      | Adversaire        | Rang | Tour  | Score                | Tableau |
| - | ----- | ------------------ | ----- | ------------ | ----------------- | ---- | ----- | -------------------- | ------- |
| 1 | no 28 | Monte-Carlo        | 2007  | Terre battue | Nikolay Davydenko | no 4 | 1/16  | 6-4, 66-7, 6-3       | Tableau |
| 2 | no 26 | Marseille          | 2007  | Dur indoor   | Nikolay Davydenko | no 3 | 1/16  | 3-6, 6-4, 6-1        | Tableau |
| 3 | no 25 | Roland-Garros      | 2009  | Terre battue | Rafael Nadal      | no 1 | 1/8   | 6-2, 26-7, 6-4, 7-62 | Tableau |
| 4 | no 9  | Masters de Londres | 2009  | Dur indoor   | Rafael Nadal      | no 2 | Poule | 6-4 6-4              | Tableau |
| 5 | no 9  | Masters de Londres | 2009  | Dur indoor   | Novak Djokovic    | no 3 | Poule | 7-65, 6-1            | Tableau |
| 6 | no 7  | Indian Wells       | 2010  | Dur          | Andy Murray       | no 4 | 1/4   | 6-1, 7-64            | Tableau |
| 7 | no 7  | Roland-Garros      | 2010  | Terre battue | Roger Federer     | no 1 | 1/4   | 3-6, 6-3, 7-5, 6-4   | Tableau |

Il compte 25 victoires sur le top 8. Sa victoire sur Federer le 2 janvier 2010 à Abu Dhabi était une exhibition.

## Classements ATP en fin de saison
| Année          | 2001 | 2002 | 2003 | 2004 | 2005 | 2006 | 2007 | 2008 | 2009 | 2010 | 2011 |
| Rang en simple | 443  | 176  | 59   | 34   | 81   | 25   | 41   | 17   | 8    | 5    | 13   |
| Rang en double | 936  | 902  | 432  | 225  | 220  | 425  | 234  | 134  | 264  | 1224 | -    |

Source : (en) Classements de Robin Söderling sur le site officiel de la Fédération internationale de tennis